# Шпак-гострохвіст
Шпак-гострохвіст (Poeoptera) — рід горобцеподібних птахів родини шпакових (Sturnidae). Представники цього роду мешкають в Африці на південь від Сахари.

## Види
Виділяють п'ять видів:
- Шпак-гострохвіст кенійський (Poeoptera kenricki)
- Шпак-гострохвіст лісовий (Poeoptera lugubris)
- Шпак-гострохвіст угандійський (Poeoptera stuhlmanni)
- Шпак-куцохвіст кенійський (Poeoptera femoralis)
- Шпак-куцохвіст рудочеревий (Poeoptera sharpii)

## Етимологія
Наукова назва роду Poeoptera походить від сполучення слів дав.-гр. φαιος — сірий і πτερος — крила.